# Phytomyza sordida
Phytomyza sordida este o specie de muște din genul Phytomyza, familia Agromyzidae. A fost descrisă pentru prima dată de Carl Gustav Alexander Brischke în anul 1881.
Este endemică în Polonia. Conform Catalogue of Life specia Phytomyza sordida nu are subspecii cunoscute.